# Wilhelm Tupikowski
Wilhelm Tupikowski ps. „Wilhelm” (ur. 14 września 1912 w Wilnie, zm. w 1999 roku w Poznaniu) – porucznik, dowódca 7. Wileńskiej Brygady Armii Krajowej. Uczęszczał do Gimnazjum im. Juliusza Słowackiego w Wilnie. Ukończył Szkołę Podchorążych Piechoty w Ostrowi Komorowie w 1934 roku, uzyskując stopień podporucznika. Służył w 6 pułku piechoty Legionów w Wilnie. W 1939 roku w stopniu porucznika dowodził kompanią, a następnie batalionem. W 1940 roku zaprzysiężony w Związku Walki Zbrojnej. 2 lutego 1944 został dowódcą oddziału partyzanckiego bosmana Jana Czerwińskiego ps. „Żuk”, przemianowanego później na 7. Wileńską Brygadę Armii Krajowej. 18 lipca 1944 został aresztowany przez wojska NKWD i osadzony w obozie przejściowym w Miednikach Królewskich, skąd udało mu się uciec. Od tego czasu działał jako inspektor w Komendzie Armii Krajowej Okręgu Wileńskiego. W styczniu 1945 wyjechał do kraju, gdzie wstąpił do ludowego Wojska Polskiego. 22 kwietnia 1945 został ranny w walkach pod Berlinem. Członek Światowego Związku Żołnierzy Armii Krajowej Okręg „Wielkopolska” – Środowisko „Ostra Brama” Poznań.
Spoczywa na Cmentarzu Komunalnym na Junikowie w Poznaniu.  
Odznaczony Krzyżem Orderu Virtuti Militari 5 kl. oraz Krzyżem Walecznych.